# Poecilotettix sanguineus
Poecilotettix sanguineus es una especie de saltamontes de la subfamilia Melanoplinae, familia Acrididae. Esta especie se distribuye en Estados Unidos.